# 잔디
잔디는 한 종류 또는 여러 종류의 지초를 인공적으로 응집하여 적절히 손질 등의 관리를 하고 지표면을 치밀하게 생육을 유지시켜 어느 정도의 퍼짐을 가지고 운동이나 휴양 및 보안의 목적으로 이용되는 벼과의 다년생의 총칭이다. 잔디로 식생된 지표지역을 잔디밭이라고 하며, 잔디나 잔디의 뿌리로 차 있는 토양표층이나, 이식 또는 증식의 목적으로 떼어낸 토양표층의 일부를 떼라고 한다.
Zoysia japonica라는 학명의 식물은 여러해살이풀로 재생력이 강하고 식생교체가 일어나며, 조경의 목적으로 이용되는 피복성 식물이다.

## 종류 및 특성
잔디는 보통 한국·중국·일본 등 동북아시아에 분포하는 한국잔디와 서양잔디의 두 무리로 구분한다.

### 한국잔디
온지성(溫地性) 잔디로, 여름에는 잘 자라나 추운 지방에서는 잘 자라지 못한다. 5 ~ 9월에 푸른 기간을 유지하며, 10 ~ 4월의 휴면기간에도 잔디로 사용할 수 있다.
완전 포복형으로 땅속줄기가 왕성하게 뻗어 옆으로 기는 성질이 강하므로 깎아주지 않아도 15cm 이하가 유지된다. 답압(踏壓)에 강하고 병충해가 거의 없으며, 공해에 강하다.
- 들잔디 - 생활력이 강하고, 한국에서 사용하는 잔디의 대부분을 차지한다. 잎의 나비는 4 ~ 7mm이고, 높이는 10 ~ 20cm로 자란다.
- 금잔디 - 잎의 나비는 1mm 이하이고, 높이는 3cm 이하인 매우 고운 잔디이다. 남해안에서 자생하는데, 내한성(耐寒性)이 약하므로 경기 지역에서는 월동할 수 없다.
- 넓은잎금잔디 - 대전 이남에서 자생한다. 잎의 나비는 1.5-3mm이고, 높이는 4-12mm인 매우 고운 잔디이다.
- 갯잔디 - 경기 서해안에서 자생한다. 고운 잔디이나 줄기가 위로 곧게 서는 성질이 있어 잔디용으로는 부적합하다.
- 에메랄드잔디 - 들잔디와 금잔디를 교잡해서 만든 제1대 잡종 품종으로 금잔디와 같은 성상이나 내한성이 강하여 경기 지역에서 월동이 가능하다.
- 녹세계 - 서울대학 농과대학에서 개발한 품종으로 에메럴드잔디보다 품질이 우수하고 생활력·재생력·내한성이 훨씬 강하다.

### 서양잔디
- 왕포아풀 - 캔터키 블루그래스라고도 한다. 서양 각국의 정원이나 공원의 잔디밭을 이루는 대표적인 품종이다. 한국에서는 농가의 담밑이나 개울가의 습지에서 자생한다. 한지형 잔디로 더울 때는 잘 자라지 못하고 병이 많이 발생하며, 서늘할 때 잘 자란다. 불완전 포복형으로 잎의 나비는 3 ~ 4mm이고, 높이는 30 ~ 50cm로 자란다. 출수 개화하면 80cm에 달한다. 건조·답압·병충해에 약하다.
- 벤트그래스 - 잔디 중에서 가장 품질이 좋은 잔디로 골프장에 이용되는 품종이다. 한지형으로 서늘할 때에 생육이 왕성하여 한국에서는 3 ~ 12월의 10개월간 푸른 상태를 유지한다. 불완전 포복형으로 잎은 나비 2 ~ 3mm이나, 잎의 길이가 20 ~ 30cm이며 출수 개화하면 높이가 50 ~ 60cm로 자란다. 답압에 약하지만 재생력이 강해서 답압에 의한 피해는 크지 않다. 병충해에 가장 약하다.
- 우산잔디 - 버뮤다그래스라고도 한다. 동해안을 따라 강원 낙산사까지 자생하고 있다. 온지형 잔디로 5 ~ 9월의 약 5개월간 푸르다. 불완전 기는줄기로 잔디 중 기는줄기의 성장이 가장 빠르나 내한성이 약하다. 높이는 15 ~ 50cm 로 자라므로 자주 깎아 주어야 한다. 재생력이 강하고 병충해가 적다.
- 페스큐그래스 - 김의털·들묵새 등의 명칭으로 한국에 많이 자생하고 있으나 잔디로는 사용하지 않는다. 내한성은 강하나 여름에 잘 자라지 못하고 병이 많다.
- 라이그래스 - 한지형 잔디로 서늘할 때 잘 자라고 기는 줄기가 없이 위로 자란다. 건조한 토양에서 비교적 잘 자라며 그늘에서도 비교적 잘 견디는 편이다.

### 한지형 잔디
양잔디 또는 사계절 잔디라고 한다. 3월 중순부터 성장이 시작되어 5월 초순~6월 하순에 가장 생육이 활발하고, 7~8월에는 생육속도가 떨어지며, 9~10월이 되면 다시 성장을 계속한다. 연중 녹색을 유지한다.

### 난지형 잔디
4월 초순부터 성장이 시작되어 여름에 가장 생육이 활발하며, 10월에 잎의 색깔이 황변하면서 지상부가 생육 정지 상태로 휴면기에 들어간다.

## 이용

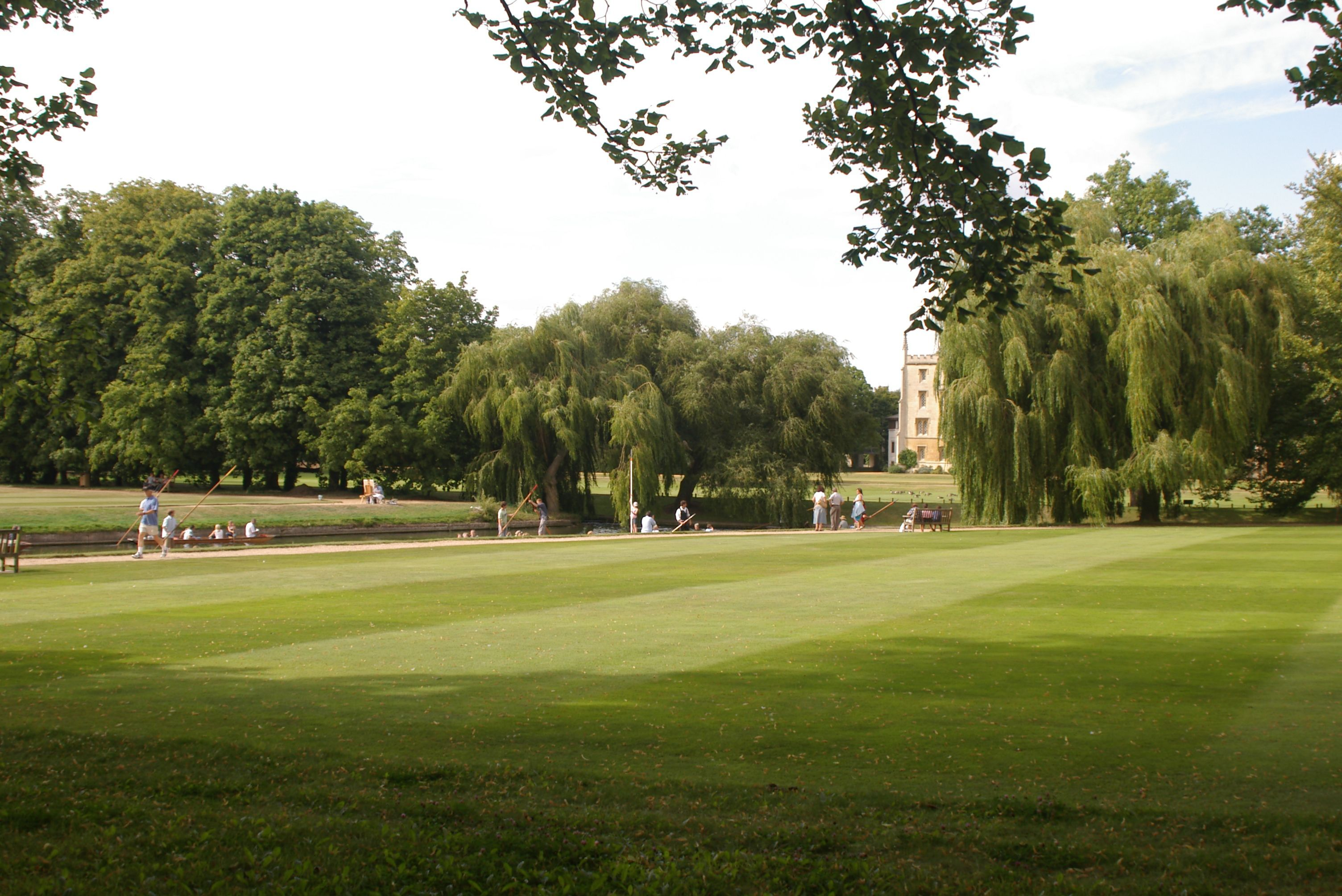
잔디가 깔린 공원

잔디는 수문학에서 증발산량을 산정하는 데 쓰이는 작물계수를 계산하는 데 이용된다. 주로 잔디밭을 만드는데 이용된다. 골프장의 페어웨이, 티잉그라운드, 러프 등에서도 자주 사용된다. 또한, 야외 공원, 학교 운동장, 운동장 등에서도 주로 사용된다.